# Grotte d’Artenac
Die Grotte d’Artenac ist eine prähistorische Fundstätte im Südwesten Frankreichs, 20 Kilometer nordöstlich von Angoulême. Sie liegt im Gebiet der Gemeinde Saint-Mary im Département Charente (Region Nouvelle-Aquitaine).

## Geschichte
Bereits 1921 hatte hier der Abt Boreau-Lajanadie die Anwesenheit einer prähistorischen Fundstätte vermutet. Die Abbruchswand wurde sodann zum Steinbruch umfunktioniert. Im Jahr 1950 wurde in der Nähe der Départementstraße D 91 eine Höhle angetroffen, die aber dem weiteren Abbau zum Opfer fallen sollte. Erste Rettungsgrabungen von G. Bailloud und C. Burnez im Jahr 1959 führten zur Entdeckung einer altbronzezeitlichen Nekropole. Dieser Fund etablierte die Typlokalität des Artenaciens – einer Kulturstufe des ausgehenden Neolithikums, die auf zirka 2400 v. Chr. datiert werden konnte.
Nachdem Anfang der siebziger Jahre die Sepulchralhöhle dem Fortschritt der Abbauarbeiten zum Opfer gefallen war, wurde eine weitere Höhle angefahren, die eigentliche Grotte d’Artenac mit reichhaltigen Funden aus dem Mittel- und dem Jungpleistozän.

## Geographie und Beschreibung
Die Grotte d’Artenac befindet sich bei Les Boissières südwestlich der Ortschaft Artenac, die zur Gemeinde von Saint-Mary gehört. Die Bonnieure, ein rechter Nebenfluss der Tardoire, zieht nur 200 Meter weiter südlich vorbei. In nicht allzu weiter Entfernung kommen noch andere paläolithische Fundstätten zu liegen, wie beispielsweise die Grotte de Fontéchevade, die Grotte de Montgaudier, die Grotte du Placard und die Grotte de la Chaise, um nur einige zu erwähnen.
Die Grotte d’Artenac folgt einer nordnorwestlich-streichenden Karstspalte. Sie ist knapp 50 Meter lang und 5 Meter breit. Ihr Eingang liegt etwa 20 Meter oberhalb der Talaue der Bonnieure. Der vordere Eingangsbereich ist eingestürzt.

## Geologie
Die Abbruchswand mit der Grotte d'Artenac wird aus flachliegenden Jurakalken des nordöstlichen Aquitanischen Beckens aufgebaut. Anstehend sind knapp 70 Meter mächtige Riffkalke des mittleren und oberen Oxfordiums. Die interne Stratigraphie des teils biohermartigen Riffkörpers ist recht inhomogen, wobei mehrere Konstruktions- mit Erosions- (bioklastisch, grobkörnig) und Ruhephasen (feinkörnig) abwechseln. Ammonitenfunde in feinkörnigen, tonigen Zwischenlagen geben folgende Ammoniten-Subzonen zu erkennen: Antecedens-, Parandieri-, Schilli-, Stenocycloides-, Grossouvrei- und Hypselum-Subzone.

## Archäologie
In der Grotte d'Artenac haben sich mehr als 20 Meter an Sedimenten angesammelt, die paläontologisch und archäologisch relevante Lagen aufweisen. Tiere und dann auch Menschen haben die Höhle über einen Zeitraum von 500.000 Jahren aufgesucht. 

### Fauna
In zwei von Jean-François Tournepiche untersuchten Schichten traten verschiedenerlei Tierknochen zu Tage. Die ältere Schicht, datiert auf 700.000 bis 500.000 Jahre vor heute, enthielt eine sehr archaische Fauna mit Ursus deningeri, Panthera gombaszoegensis, Homotherium latidens und Ren (Rangifer tarandus). Im Hangenden erschien Knochenmaterial von Bären, Hunden, Rindern und Mosbacher Pferd (Equus mosbachensis).
Die jüngere zweite Schicht kann der Mindel- bis hinauf in die finale Riß-Kaltzeit zugeordnet werden, da sie Knochenfunde von Ursus deningeri, Homotherium latidens, Höhlenlöwe (Panthera spelaea), Wolf (Canis lupus), Rotfuchs (Vulpes vulpes), Rindern, Elefanten, Hirschen und vor allem Equus mosbachensis enthielt.
Eine weitere dritte Schicht verweist mit dem Erscheinen von Wildschwein und Reh bereits auf gemäßigte Klimabedingungen.

### Menschliche Gegenwart
Der Beginn der menschlichen Gegenwart konnte auf 350.000 Jahre zurückdatiert werden. Dies macht die Grotte d'Artenac zur ältesten Fundstätte mit menschlichen Überresten in Nouvelle-Aquitaine. Unter den von Jean-François Tournepiche und Anne Delagnes freigelegten Fundstücken kamen der Unterkiefer eines älteren Neandertalers und das Fragment einer Schädelkalotte (Stirnbein) zum Vorschein.

### Artefakte
Insgesamt fanden sich 1271 Steinartefakte des Moustériens, die dem Charente-Komplex (Typus La Ferrassie) angehören.